# Beleg
Beleg är en fiktiv person i J.R.R. Tolkiens berättelser om Midgård och uppträder i ett flertal berättelser under den Första Åldern i Silmarillion, Visorna om Beleriand och Húrins Barn.
”Jag är jägaren Beleg – av de gömda folket; skogen är min fader – och höglandsheden mitt hem.”
Belegs namn sägs betyda månde. Han är ytterligare känd som Beleg Cúthalion eller Beleg Starkbåge. Detta smeknamn eller epessë, Cúthalion ”Starkbåge” kom efter hans skicklighet som pilbågsskytt. Beleg var en sindaralv som tjänstgjorde i konung Thingols armé i Doriath. Han ”följde ingen person” och ”kunde inte tyglas”. Tillsammans med Mablung var han en av de mäktigaste kaptenerna åt Thingol. 
Beleg ledde försvaret av riket Doriath genom att leda mindre kompanier i strid längsmed gränserna som Chef av Marschväktarna. Han har även kommenderat större grupper, som slaget i Brethilskogen mot en legion av orcher, där han som kapten kommenderade sindar beväpnade med yxor tillsammans med Halmir och pilbågsskyttar från haladin. Han ledde även frontlinjens spejare i slaget mot Boldogs orcherherrar i den Norra Marschen. Beleg är tillsammans med Beren, Thingol, Mablung och Huan en medlem av dem som kom att vara med i den legendariska jakten på den mäktiga vargen Carcharoth. Han kom senare att besegra orcher som invaderat Dimbar. Beleg kom även att medverka i större stridigheter utanför Doriaths gränser i det Femte Slaget. Han är sagd att vara ojämn i skogsländerna vad gäller skickligheten att förfölja, jaga och spåra. 
Han är en mästare med bågen, yxan, svärdet och spjutet med en avsevärd magisk skicklighet med hanterandet av vapen. Hans båge, Belthronding är gjord av svart idegran och spänd med stödjande kraft och kan endast dras ut med Belegs kraft och magi; en pil vid namn Dailir kommer alltid tillbaka trots att den redan använts. Han svingar även det magiska svärdet Anglachel som samtidigt sjunger en sång väldigt lyhört. Han är även sagd att vara en mästare på att hela sår. Mycket är sagt om honom, hans karaktär och hans hjältedåd i de olika sagorna om Túrin och speciellt i Visorna om Beleriand.
Efter katastrofen vid det Femte Slaget, Nírnaeth Arnoediad, blir pojken Túrin sänd till Doriath för skydd mot Morgoths speciella illvilja mot Húrins Hus. Beleg blir hans mentor, goda vän och broder i strid. När Túrin lämnar Doriath får Beleg tillstånd av Thingol att följa honom i exil och får svärdet Anglachel som hjälp i denna ansträngning. Beleg söker länge efter Túrin. Vid Amon Rûdh blir han fångad och torterad av de laglösa tills Túrin återkommer och befirar honom. Tillsammans med Túrin som bär Drakhjälmen av Dor-lómin blir han återigen en kapten mot Morgoth. Landet där de dväljes blir känt som Landet av Hjälmen och Bågen, men förstördes år 489 i den Första Åldern.  
När Túrin tillfångatas av Morgoth i ett svekfullt bakhåll blir Beleg svårt skadad. Dock tack vare en stor styrka som en alvkrigare och hans utomordentliga läkarkunskaper återhämtar han sig snabbt och spårar orcherna. Han möter den flyende alvslaven Gwindor i Taur-nu-Fuin och tillsammans räddar dem Túrin där Beleg genomför en heroisk insats som pilbågsskytt då han slaktar ett flertal vargspejare i mörkret. Efter att de burit Túrin bort från orcher lägret och medan de tar bort Túrins rep råkar Beleg skära Túrin med hans svärd. Túrin vaknar då och känner inte igen Beleg i mörkret och misstar hans svärd med ett orchsvärd. I en plötslig självförsvarsattack drar han svärdet från Beleg och dödar honom. Túrin tar Belegs svärd, som även han senare kom att dö av när livet blev för svårt att leva. Efter en tid av sorg kom Túrin att göra en sång till hans väns ära, Laer Cú Beleg, sången om den mäktiga bågen.